# Antonio Allegri da Correggio
Antonio Allegri da Correggio, conocido como Correggio (Correggio, cerca de Reggio Emilia, agosto de 1489 - ibídem, 5 de marzo de 1534), fue un pintor italiano del Renacimiento, dentro de la escuela de Parma, que se desarrolló en la corte de los Farnesio durante el apogeo del Manierismo en Italia.

## Vida
Poco se sabe de su juventud. Nació probablemente en Correggio, pequeña localidad de la que tomó su sobrenombre, en torno a 1489. Parece ser que empezó a pintar en su localidad natal junto a su tío, que también era pintor, pero su arte empezó a destacar cuando marcha al importante centro artístico de Mantua. En la corte de los Gonzaga se hizo maestro, bajo la égida de Andrea Mantegna, que falleció allí en 1506. Prueba de la relación artística con este genio del Renacimiento son los frescos en la capilla funeraria de Mantegna en San Andrés de Mantua, y la Escena alegórica de 1508, donde la influencia del ductus mantegnesco es obvia tanto en las nubes de la parte superior derecha como en la figura de Mercurio contemplando a una desnuda joven durmiente. En esta obra también son patentes las influencias de Lorenzo Costa el Viejo en el colorido, de Leonardo da Vinci en los rostros risueños y de Melozzo da Forlì en la luz e ingravidez.
Respecto a su evolución estilística, hay que decir que comienza como un renacentista clásico que, por influencia manierista, acaba ejecutando un estilo dinámico y de gran profundidad espacial que anticipa al barroco.  Su arte, con total certeza, ejerció una honda influencia sobre muchos aspectos de la pintura del siglo XVII e, incluso, se podría añadir que en algunos aspectos casi prefigura el Rococó.
La escasez de datos sobre Correggio alimentó la creencia de que se trató de un genio "hecho a sí mismo", que nunca tuvo contacto directo con la pintura de Rafael o Miguel Ángel. Un mito fomentado por sus contemporáneos y que hoy está descartado. Correggio habría estado en Roma entre 1517 y 1518, poco tiempo, pero el indispensable para aprender lo máximo posible y volver luego a Parma donde, salvo el breve período mantovano, trabajó el resto de su vida. Es muy probable que el viaje a Roma fuera patrocinado por su amiga y humanista Giovanna da Piacenza, abadesa del convento de Benedictinas San Paolo (Parma), que estaba en contacto con Rafael y su entorno. En los frescos que realizó Correggio en los techos de una sala del convento, en 1519, aparecen decoraciones con hojas de laurel y viñetas de estilo clásico con ángeles, sátiros e imágenes de Juno y las tres Gracias, que son influencia del contacto directo con la obra de Rafael. 
Hacia 1530 viajó de nuevo a Mantua y realizó la Allegoria del Vizio y la Allegoria della Virtù para el Studiolo de Isabel de Este, mujer de Federico II Gonzaga, duque de Mantua. También en el Palazzo Tè hay cuatro lienzos con Los amores de Zeus (1532-1534) que fueron pintados para enviárselos al emperador Carlos V. La experiencia romana de Correggio es patente en el erotismo, la gracia y la psicología que emana de las situaciones íntimas de los dioses que reflejan estas pinturas. Esta serie de cuatro obras: El rapto de Ganímedes, Leda y el cisne, Danae y Zeus, e Ío se encuentran entre las más celebradas del pintor y, según Vasari, fueron encargadas por Federico Gonzaga para ser regaladas al recién coronado emperador Carlos V. Este erotismo es también patente tanto en Venus y Cupido durmiendo espiados por un sátiro como en Educación de Cupido.
Definitivamente de vuelta a Parma, Correggio pinta Retrato de dama del Ermitage, supuesta Veronica Gambara, Señora de Correggio, recién viuda y consolándose con la copa del mítico Nepente homérico. Este detalle muestra a Correggio como un maestro en la interpretación humanista de la Odisea de Homero. El Nepente o nepenthe, que en sentido figurado significa aquello que aleja el dolor, aparece en la Odisea de Homero, y es una mágica poción que Polydamna le da a Elena para calmar todos los dolores y las luchas, y traer el olvido de todos los males. Este detalle hace de la obra un acertijo erudito en el que la pintura interactúa con la literatura clásica y, a su vez, con las ideas que impregnaron la Italia de principios del siglo XVI. Un enigmática inscripción en griego sobre el lienzo abre, como tal caja de Pandora, un universo de virtudes referentes a la mujer heládica de hace tres milenios. 
En relación con su muerte, cuenta Giorgio Vasari que Antonio da Correggio se había vuelto muy pobre y deseaba satisfacer las necesidades más básicas de su familia, así se dice que una vez en Parma le hicieron un pago de sesenta escudos de a cuatro, y él queriéndolos llevar a su familia en Correggio fue cargando con ellos e hizo el camino a pie, soportando mucho calor, llegándose a abrasar y bebiendo el agua que podía para recuperarse. Por ese penoso viaje cayó en cama con una gran fiebre y, no volviéndose a poder levantar, murió con una edad próxima a los 40 años. Un cuadro de 1834 del pintor francés Octave Tassaert La Mort du Correggio representa la muerte de Antonio da Correggio. El cuadro fue expuesto en 1834 en el Salón de París, donde fue comprado por el Duque de Orleans. Actualmente se encuentra  en el Hermitage de San Petersburgo.
La vida y trabajos del pintor Correggio son descritos en las Vidas de Giorgio Vasari.

## Obra

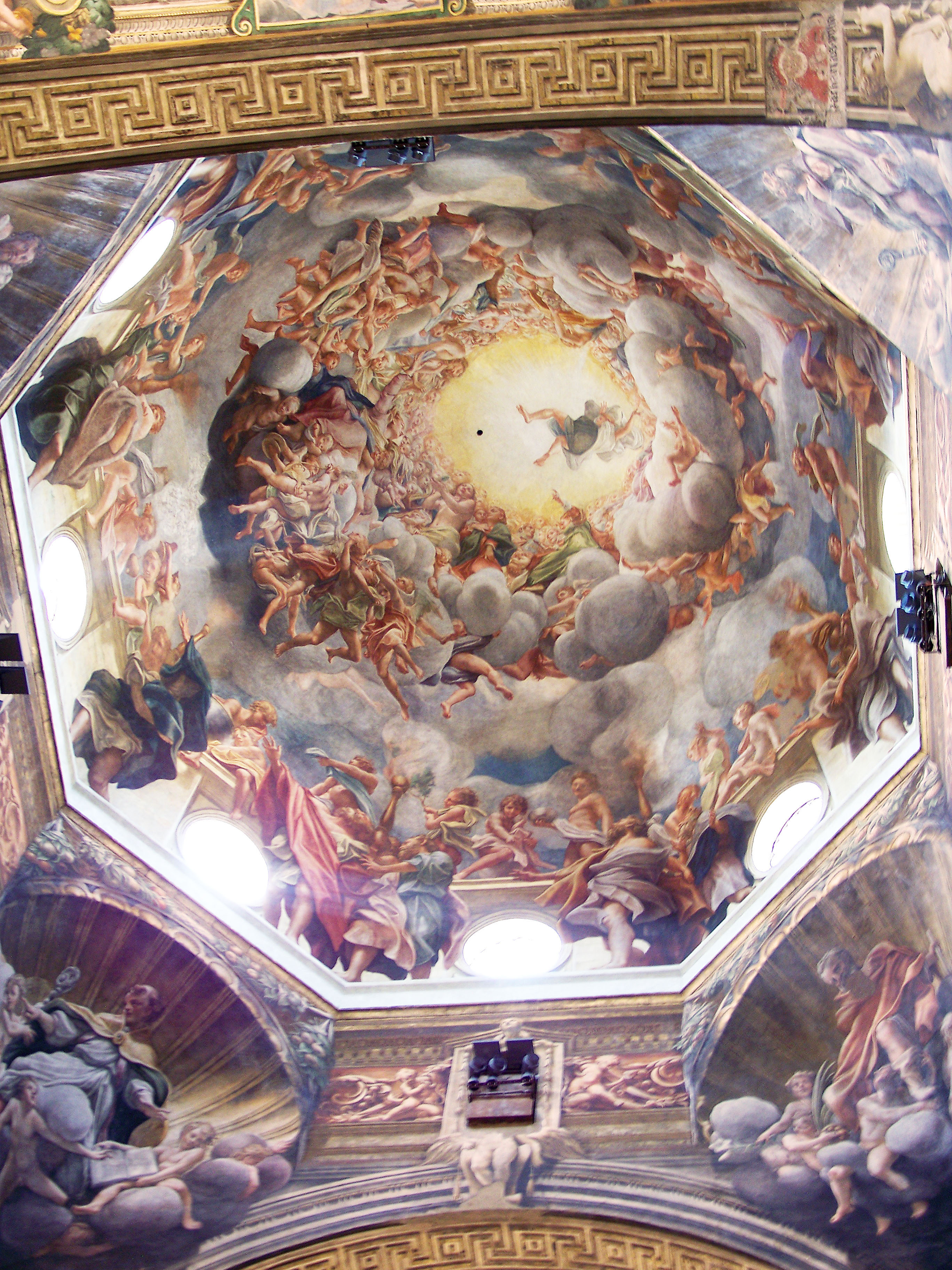
Cúpula de la catedral de Parma, obra maestra de Correggio.

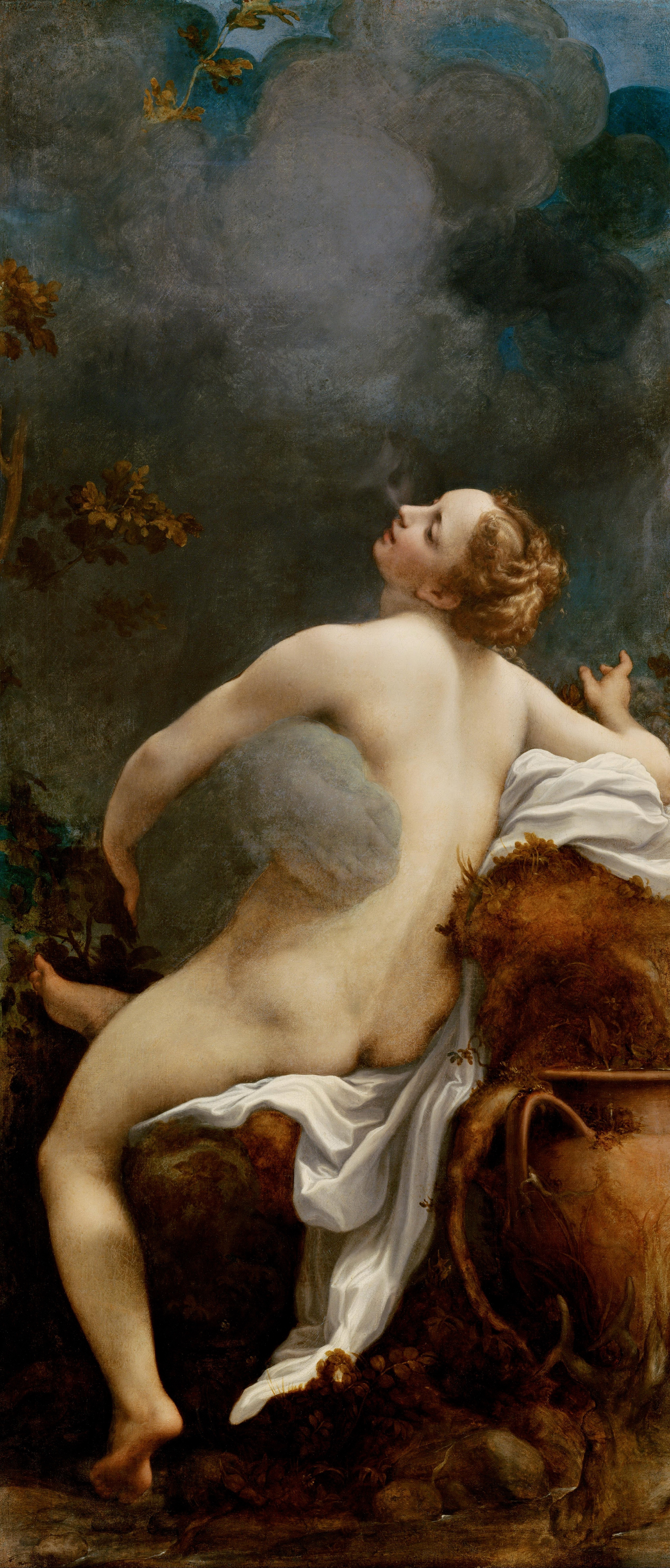
Ío y Zeus, hacia 1531-1532, óleo sobre lienzo, 163,5 x 74 cm, Museo de Historia del Arte de Viena.

En sus primeras obras sigue el estilo de Mantegna:
- Evangelistas (1507), basílica de S. Andrés de Mantua.
- Los desposorios místicos de Santa Catalina (1509), Washington.
- Sagrada Familia con los Santos Juan e Isabel (1510), Museos Cívicos de Pavía[3]

Sus cuadros posteriores se suavizan. Utiliza ambientaciones nocturnas y manieristas.
- Retablo de san Francisco o Madonna de san Francisco (1514-1415), Gemäldegalerie Alte Meister de Dresde.
- San Jerónimo (1515-1518),[4] Real Academia de Bellas Artes de San Fernando, Madrid.
- La Virgen y el Niño con el pequeño san Juan (h. 1516), Museo del Prado, Madrid.
- Madonna llamada «Campori» (1517-1518), Módena, Galería Estense.
- Virgen con san Juan niño (1517), Milán.
- La Adoración de los Magos (1516-1518), Pinacoteca de Brera, en Milán.
- Noli me tangere (h. 1518), Museo del Prado, Madrid.

Tras su estancia en Roma, se encarga de diversas obras en Parma, en particular frescos en diversas iglesias:
- La Camera di San Paolo (1519), frescos encargados por la abadesa Giovanna da Piacenza para el refectorio del convento benedictino de S. Paolo.
- Pintó al fresco la cúpula, el ábside, los intradós de los arcos de la cúpula, el friso de la nave principal y el friso que recorre el coro de la iglesia de San Juan Evangelista de Parma (1520-1523).
- Los frescos de la catedral de Parma (1526-1529). La Asunción de la Virgen, pintada en la cúpula es considerada su obra maestra. Crea una ilusión óptica de profundidad hacia el infinito, con perspectiva en contrapicado.

En la realización de los frescos abandona el método del estarcido, para poner el dibujo sobre cuadrícula. Los novedosos frescos ilusionistas de las cúpulas, tanto de la iglesia de San Juan Evangelista, como de la Catedral de Parma, fueron muy estudiados por los decoradores del siglo XVII.
Los cuadros al óleo que pinta a su vuelta de Roma, reflejan esa influencia de los grandes maestros del Renacimiento italiano, con su particular manierismo:
- Júpiter y Antíope (h. 1524-1525), Museo del Louvre en París.
- La Virgen adorando al Niño (1524-1526), Galería de los Uffizi en Florencia.
- Sagrada Familia y Santos (h. 1526), en la Galería Nacional de Parma.
- Madonna de la escudilla (h. 1528-1530), en la Galería Nacional de Parma.
- Los desposorios místicos de santa Catalina (1526-1527), Museo del Louvre, París.
- La adoración de los pastores, también llamada «La noche» (1529-1530), Gemäldegalerie Alte Meister de Dresde.

A finales de los años 1520 confirma su tendencia prebarroca. Al entrar al servicio de Federico de Gonzaga, trata temas mitológicos y alegóricos:
- La alegoría de los vicios y La alegoría de las virtudes (h. 1529-1530), para el Studiolo de Isabel de Este en Mantua, ahora en el Museo del Louvre, París.
- La educación de Cupido y Venus, Cupido y un sátiro, ahora en el Museo del Louvre, este trabajo fue en el siglo XVI en la colección privada del conde  Nicola Maffei. Es muy probable que uno de los miembros de la familia Maffei haya encargado dos cuadros que estaban en el siglo XVII en la colección de la familia Gonzaga, de la que los Maffei eran parientes. El hijo del conde Nicola Maffei, Federico Maffei, se casó con Isabel, hija del cardenal Ercole Gonzaga, hoy último representante y jefe de la casa, Maffei-Gonzaga es el príncipe Luca Maffei-Gonzaga.
- Dánae (h. 1530), Galería Borghese de Roma.
- Júpiter e Ío (h. 1531), Viena. Zeus aparece como una nube que toma a la voluptuosa y sensual Ío.
- El rapto de Ganímedes (h. 1531-1532), Museo de Historia del Arte de Viena.
- Leda con el cisne (h. 1531-1532), Staatliche Museen, Berlín.

Los cuatro últimos cuadros citados formaron una serie encargada por Gonzaga y regalada al emperador Carlos V. 
Se conservan cerca de un centenar de dibujos de Correggio, principalmente estudios preparatorios a la sanguina para los cuadros o las grandes decoraciones. El Museo Thyssen-Bornemisza de Madrid exhibe un Retrato de eclesiástico que comúnmente se le atribuye.